# Anatolij Belov
Anatolij Filippovič Belov (in russo Анатолий Филиппович Белов?; Mosca, 1931 – ...) è stato un cestista sovietico.

## Carriera
Con l'Unione Sovietica ha disputato i Campionati europei del 1951.